# 大仲純怜
大仲 純怜（おおなか すみれ、1994年6月24日 - ）は、日本の女子プロボウラー。JPBA女子48期生ライセンス№534。愛知県名古屋市出身。ラウンドワン所属。用品契約はハイ・スポーツ。身長164cm。血液型A型。右投げ。

## 来歴
高校2年生の時にプロボウラーを目指すことを決心し、プロボウラーの青木彰彦に指導を受ける。
高校卒業後も「アソビックスかにえ」で働きながらプロを目指し、2015年度のプロテストに1発合格。「美人プロボウラー」としてメディア等で騒がれる。
約2年間フリーで活動したのち、2022年6月16日よりラウンドワン所属になる。
2022年10月31日、自身のX「旧ツイッター」でコロナウィルスに感染し出場予定だったジャパンオープンを欠場することを公表した。

## 人物
自称「現代に生きる忍者系プロボウラー」。イギリスに留学経験もあり「帰国子女系プロボウラー」という事もある。
Pリーグでのキャッチフレーズは「レーンのくノ一」でストライクが出るとカメラに向かって忍法のポーズをする。
車が趣味で、愛車はトヨタ86。サーキットへ走りに行くこともある。

## 主な成績

### 2022年
- 中日杯2022 東海オープンボウリングトーナメント女子：5位

### 2017年
- スカイAカップ2017 女子新人戦：20位

### 2015年
- 2015 プロボウリングレディース 新人戦：21位

## 出演

### テレビ番組
- ボウリング革命 P★League（BS日本）